# Dušan Kalaba
Dušan Kalaba (25 mei 1996) is een Servisch wielrenner die anno 2017 rijdt voor Dare Viator Partizan.

## Carrière
Als junior eindigde Kalaba meerdere malen op het podium van zowel de tijdrit als de wegwedstrijd tijdens de nationale kampioenschappen. Daarnaast werd hij in 2014 vierde in het eindklassement van de Belgrade Trophy Milan Panić en nam hij deel aan de wegwedstrijd op het wereldkampioenschap.
In 2016 werd Kalaba, achter Dušan Rajović, tweede op het nationale kampioenschap tijdrijden. Een dag later werd hij achtste in de wegwedstrijd. In 2017 won hij de wegwedstrijd, door Goran Antonijević en Milan Dragojević te verslaan in een sprint met drie. In augustus van dat jaar werd hij, achter Jacob Rathe, tweede in het eindklassement van de Ronde van Xingtai. Wel schreef hij zowel het punten- als het jongerenklassement op zijn naam. In september werd hij vijfde in de Grote Prijs van Törökbálint, een Hongaarse eendagswedstrijd.

## Overwinningen
2017
 Servisch kampioen op de weg, Elite
Punten- en jongerenklassement Ronde van Xingtai

## Ploegen
- 2015 –  Nankang Dynatek (vanaf 20-8)
- 2016 –  Start Vaxes-Partizan Cycling Team
- 2017 –  Dare Viator Partizan

Ambruš · Beganović · Danilović · Kalaba · Kasa · Mitić · Stanković · Stević · Zekavica · Zjaroven